# Doğan Yılmaz
Doğan Yılmaz (ur. 1989) – turecki zapaśnik walczący w stylu klasycznym. Brązowy medalista mistrzostw śródziemnomorskich w 2011, a także MŚ wojskowych w 2025. Trzeci w Pucharze Świata w 2016 roku.